# ميغيل فيريرا كامبوس
ميغيل فيريرا كامبوس (19 أغسطس 1996 في البرتغال - ) هو لاعب كرة قدم برتغالي في مركز الدفاع.

## وصلات خارجية
- ميغيل فيريرا كامبوس على موقع قاعدة بيانات كرة القدم.إي يو (الإنجليزية)
- ميغيل فيريرا كامبوس على موقع Soccerway.com (الإنجليزية)